# میخ‌پنجه کوچک
میخ‌پنجه کوچک یا میخ‌پنجه کهتر (نام علمی: Centropus bengalensis) نام یک گونه از سرده میخ‌پنجه است.